# Melastoma cyanoides
Melastoma cyanoides är en tvåhjärtbladig växtart som beskrevs av James Edward Smith. Melastoma cyanoides ingår i släktet Melastoma och familjen Melastomataceae. Inga underarter finns listade i Catalogue of Life.